# デイヴィッド・オリーヴ
デイヴィッド・オリーヴ（David Olive, 1937年4月16日 - 2012年11月7日）は、イギリスの物理学者。S行列の理論や場の量子論についての研究を行った。

## 略歴
1937年4月16日、イングランドのサリー州に生まれる。1955年、エディンバラの王立高校を卒業。同年、エディンバラ大学に入学するも、1958年にセントジョンズ大学に編入する。卒業後、1960年にケンブリッジ大学で研究を始める。1963年、結婚。同年に博士号を取得する。1965年、ケンブリッジ大学の助手となり、1969年にはCERNに移籍した。その後、1978年からはインペリアル・カレッジ・ロンドンで勤務する。1987年、王立協会フェローに選ばれる。1997年ICTPよりディラック・メダルを受賞。
2012年11月7日、ケンブリッジシャー州バートンで死去。75歳。